# La Fille qui attendait
La Fille qui attendait (The Girl Who Waited) est le 10e épisode de la sixième saison de la deuxième série de la série télévisée britannique de science-fiction Doctor Who, diffusé sur BBC One le 10 septembre 2011. Il s'agit du troisième épisode de la seconde demi-saison 2011 de la série Docteur Who.

## Accroche
Amy est emprisonnée dans un centre de quarantaine pour les victimes d'un fléau extraterrestre. Une peste qui peut tuer le Docteur en un jour. Comme le voyage dans le temps continue, le Docteur peut utiliser le TARDIS pour foncer à travers le temps et ses ruptures. Mais Rory doit trouver Amy et la ramener dans le TARDIS avant que les médecins ne lui administrent leurs médicaments. Rory découvrira un côté très différent de son épouse…

## Distribution
- Matt Smith : Le Docteur
- Karen Gillan : Amy Pond
- Arthur Darvill : Rory Williams
- Imelda Staunton : Voix de l'interface
- Josie Taylor : Hôtesse à l'accueil
- Stephen Bracken-Keogh : Voix des Handbots

## Résumé
Le Docteur emmène Rory et Amy sur la planète Apalapucia, qui est une destination de vacances réputée, mais ils arrivent en fait dans une salle d'un blanc médical, dont la seule sortie est une porte avec deux boutons pour l'ouvrir. Alors qu'Amy retourne à bord du TARDIS pour y ramasser son téléphone, le Docteur et Rory franchissent la porte en utilisant un des boutons ; Amy les suit mais en utilisant l'autre bouton. Elle trouve une salle d'attente immaculée avec une sorte de hublot en son milieu, mais sans aucun signe des autres, et vice-versa.
Lorsque le Docteur comprend qu'Amy ne les a pas rejoints, il découvre qu'elle a abouti dans un autre courant temporel, plus rapide, mais qu'ils sont capables de communiquer avec elle à travers le hublot, s'apercevant qu'une semaine a déjà passé pour elle. Le Docteur et Rory se trouvent bientôt face à un robot blanc sans visage dans la pièce, qui leur explique qu'ils sont dans le complexe médical d'accompagnement "Deux Courants", qui participe à la gestion d'une épidémie connue sous le nom de Chen-7 qui affecte uniquement les races dotées de deux cœurs, dont font partie les habitants d'Apalapucia et les Seigneurs du Temps. Le robot, et d'autres semblables, ne détectent pas Rory et le Docteur comme des formes de vies étrangères à leur monde, et tentent de leur administrer des injections, lesquelles seraient en fait mortelles pour eux. Le Docteur en avertit Amy, et lui dit d'attendre, qu'il va venir à son secours. Rory et le Docteur se précipitent vers le TARDIS avec le hublot temporel, l'utilisant pour se verrouiller sur le courant temporel d'Amy afin de parvenir à la secourir. Le Docteur, obligé de rester à bord du TARDIS, à cause du virus Chen-7, confie à Rory son tournevis sonique, le hublot temporel et une paire de lunettes qui permettent au Docteur de voir, d'écouter et de communiquer avec Rory, le guidant à la recherche d'Amy.
Rory explore plus en avant le complexe, mais est bientôt confronté à un grand nombre de robots, quand il est sauvé par une version bien plus âgée d'Amy, devenue une survivante qui se dissimule des capteurs de l'installation. Le Docteur comprend alors qu'il s'est verrouillé sur le mauvais courant temporel d'Amy, et tente de demander à Rory de convaincre la version âgée d'Amy de l'aider à localiser l'Amy originelle. Rory s'aperçoit qu'Amy en vieillissant est devenue amère, ayant attendu comme demandé par le Docteur, et s'étant retrouvée pendant 36 ans seule à l'exception de l'interface de l'ordinateur du complexe et d'un robot dont elle a retiré les bras et qu'elle a fini par appeler Rory. Cette Amy âgée refuse de prêter son assistance, puisqu'elle sait qu'en aidant à sauver une version plus jeune d'elle-même, elle cesserait d'exister. Le Docteur détecte des signaux de la jeune version d'Amy à proximité, et Rory la trouve grâce au hublot temporel, en l'appelant. Rory règle le hublot pour permettre à l'Amy plus âgée de parler à sa version plus jeune, mais l'aînée dit qu'elle se souvient de ça, et d'avoir entendu une version future d'elle-même lui expliquer qu'elle doit refuser d'être sauvée. Cependant, Amy parvient à convaincre sa version âgée de changer d'avis. Comprenant que le temps peut être modifié (si on est informé de la future chaîne des événements), la version plus âgée d'Amy décide de les aider, mais exige que le Docteur l'emmène également. Le Docteur accepte, disant que c'est une tâche difficile mais pas impossible pour le TARDIS. Alors que Rory réarrange les connexions d'un panneau qui contrôle les courants temporels de l'installation, le Docteur aide les deux Amy à synchroniser leurs pensées, leur permettant d'exister toutes les deux dans le même courant temporel.
Avec ces changements, les lunettes du Docteur se cassent et cessent de fonctionner, et Rory et les deux Amy courent parmi des groupes de robots pour rejoindre le TARDIS en sécurité. Alors qu'ils s'approchent de son emplacement, la version aînée d'Amy se retourne pour protéger les deux autres, mais sa cadette tombe sur un robot et est anesthésiée. Tandis que l'aînée les protège, Rory emmène Amy dans le TARDIS. Lorsque Rory et la jeune Amy sont à bord, le Docteur claque la porte derrière eux et avoue à Rory qu'il est impossible aux deux Amy de coexister dans le même courant temporel. Rory doit à présent choisir quelle Amy il veut. Rory et la version âgée d'Amy se disent adieu en pleurant chacun d'un côté de la porte du TARDIS avant qu'elle lui dise de continuer sans elle. La version aînée d'Amy se laisse alors capturer par les robots. Amy s'éveille et dit "Où est-elle ?", et le Docteur laisse Rory le lui expliquer.

## Continuité
- Le titre anglais est "The Girl Who Waited" (La fille qui a attendu), une façon de désigner Amy que le Docteur a déjà utilisée dans les épisodes "Le Prisonnier zéro" et "La Pandorica s'ouvre, deuxième partie".
- On découvre l'existence d'un Disneyland sur Clom, la planète de l'Abzorbaloff dont il est fait mention pour la première fois dans l'épisode "L.I.N.D.A". La référence à Disneyland est gommée du doublage français, évoquant "la zone des attractions, la réplique fidèle du Tourbillon de la mort situé sur la planète Clom".

## Production
- Il s'agit d'un de ces épisodes "Doctor Lite" écrits afin d'utiliser le moins de temps de tournage possible de l'acteur principal (comme l'épisode « L.I.N.D.A », « Les Anges pleureurs » ou « Le Choix de Donna ») ce qui explique qu'on voit le Docteur principalement à bord du TARDIS.
- La production avait prévu initialement qu'Amy âgée soit jouée par une autre actrice que Karen Gillan, mais c'est elle qui a insisté pour jouer les deux rôles et porter des prothèses.
- L'épisode aura reçu de nombreux autres titres, comme "The Visitor Room" ("La salle des visiteurs") "Visiting Hour" ("L'heure des visites") ou "Kindness" ("Bienveillance").

## Liens
- (en) La Fille qui attendait sur l’Internet Movie Database
- "The Girl Who Waited" ‘‘This isn’t fair. You’re turning me into you !’’ – Rory au Docteur critique de l'épisode sur Le Village